# Yan’an Xi Lu
Yan’an Xi Lu (chiń. 延安西路站) – stacja początkowa metra w Szanghaju, na linii 3 i 4. Zlokalizowana jest pomiędzy stacjami Zhongshan Gongyuan i Hongqiao Lu. Została otwarta 26 grudnia 2000.